# Młodzieżowe Indywidualne Mistrzostwa Pomorza na Żużlu 1998
Młodzieżowe Indywidualne Mistrzostwa Pomorza na Żużlu 1998 – zawody żużlowe, które odbyły się 24 września 1998 roku w Toruniu. Zawody wygrał Robert Kościecha, który wygrał także bieg memoriałowy upamiętniający polskiego żużlowca Kazimierza Araszewicza, który zginął tragicznie w 1976 roku.

## Wyniki
- Toruń, 24 września 1998
- NCD: Robert Dados – 64,72 w wyścigu 3
- Sędzia: Józef Piekarski

| Msc. | Zawodnik             | Klub      | Pkt  |                |  |
| ---- | -------------------- | --------- | ---- | -------------- |  |
| 1    | Robert Kościecha     | Toruń     | 14+3 | (3,3,2,3,3)    |  |
| 2    | Krzysztof Pecyna     | Piła      | 14+2 | (3,2,3,3,3)    |  |
| 3    | Robert Dados         | Grudziądz | 13   | (3,3,3,2,2)    |  |
| 4    | Mariusz Franków      | Piła      | 11   | (2,0,3,3,3)    |  |
| 5    | Marcin Kowalik       | Toruń     | 9    | (2,3,3,1,w)    |  |
| 6    | Paweł Stormowski     | Gdańsk    | 9    | (1,2,1,3,2)    |  |
| 7    | Jarosław Hampel      | Piła      | 8    | (2,3,1,0,2)    |  |
| 8    | Rafał Okoniewski     | Piła      | 7    | (1,1,d,2,3)    |  |
| 9    | Grzegorz Knapp       | Grudziądz | 7    | (1,2,2,2,u)    |  |
| 10   | Łukasz Pawlikowski   | Toruń     | 7    | (2,2,2,1,u/ns) |  |
| 11   | Michał Robacki       | Bydgoszcz | 4    | (3,1,ns,ns,ns) |  |
| 12   | Maciej Kierzkowski   | Grudziądz | 4    | (w,0,1,2,1)    |  |
| 13   | Mariusz Puszakowski  | Toruń     | 4    | (0,1,2,d,1)    |  |
| 14   | Bartłomiej Żebrowski | Gdańsk    | 3    | (0,d,t,1,2)    |  |
| 15   | Waldemar Fons        | Piła      | 3    | (1,0,0,1,1)    |  |
| 16   | Krzysztof Gawin      | Bydgoszcz | 1    | (t,1,d,ns,ns)  |  |

Bieg po biegu
1. [65,53] Pecyna, Franków, Knapp, Puszakowski
2. [65,88] Robacki, Hampel, Stormowski, Gawin (t)
3. [64,72] Dados, Pawlikowski, Okoniewski, Żebrowski
4. [64,88] Kościecha, Kowalik, Fons, Kierzkowski (w)
5. [65,04] Dados, Pecyna, Robacki, Kierzkowski
6. [66,19] Hampel, Pawlikowski, Puszakowski, Fons
7. [66,03] Kowalik, Knapp, Gawin, Żebrowski (d)
8. [65,44] Kościecha, Stormowski, Okoniewski, Franków
9. [65,00] Pecyna, Kościecha, Hampel, Żebrowski (t)
10. [65,72] Kowalik, Puszakowski, Okoniewski (d), Robacki (ns)
11. [66,16] Dados, Knapp, Stormowski, Fons
12. [66,37] Franków, Pawlikowski, Kierzkowski, Gawin (ds)
13. [65,69] Pecyna, Okoniewski, Fons, Gawin (ns)
14. [66,72] Stormowski, Kierzkowski, Żebrowski, Puszakowski (d)
15. [66,12] Kościecha, Knapp, Pawlikowski, Robacki (ns)
16. [66,00] Franków, Dados, Kowalik, Hampel
17. [66,78] Pecyna, Stormowski, Kowalik (w), Pawlikowski (u/ns)
18. [65,31] Kościecha, Dados, Puszakowski, Gawin (ns)
19. [65,19] Okoniewski, Hampel, Kierzkowski, Knapp (u)
20. [67,43] Franków, Żebrowski, Fons, Robacki (ns)

### Memoriał Kazimierza Araszewicza
1. [65,28] Kościecha, Pecyna